# ناصر أبو النور
ناصر إبراهيم أحمد أبو النور (22 مايو 1964 - 21 فبراير 2024) هو ممرض فلسطيني، عمل أستاذًا مساعدًا في كلية التمريض التابعة للجامعة الإسلاميَّة في غزة، وكان عميدًا لها.

## سيرته
وُلد ناصر إبراهيم أحمد أبو النور بحي الجنينة في مدينة رفح جنوبي قطاع غزة بتاريخ 22 مايو 1964. درس الابتدائيَّة والثانوية في مدارس مدينة رفح. التحق بكلية التمريض في جامعة القدس وحصل على درجة البكالوريوس في التمريض في عام 1996. وحصل على درجة الماجستير في إدارة التمريض من جامعة ماركيت خلال الفترة من عام 1997 إلى عام 1998. وحصل على درجة الدكتوراه في سياسات الرعاية الصحية من جامعة أكرون خلال الفترة من عام 2006 حتى أغسطس 2010.
عمل ناصر أبو النور كممرض عام ثم ممرض كبير في أقسام مختلفة بالمستشفى الأهلي العربي في الفترة من أبريل 1990 حتى أغسطس 1997. وبدأ العمل في كلية التمريض في الجامعة الإسلامية بغزة كمحاضر سريري ابتداءً من سبتمبر 1996.
وخلال فترة عمله في كلية التمريض شغل عدة مناصب وكان عضوًا في عدة لجان، وتحديداً:
- رئيس لجنة التخطيط في الفترة من سبتمبر 2012 حتى سبتمبر 2014.
- رئيس لجنة تحسين الجودة في الفترة من سبتمبر 2011 حتى سبتمبر 2012.
- رئيس قسم الممارسة السريرية في الفترة من سبتمبر 2010 حتى أغسطس 2011.

اغتيل هو وزوجته وأبنائه في 21 فبراير 2024 خلال ضربةٍ جوية نفذتها القوات الجوية الإسرائيلية على منزله الكائن في حي الجنينة في مدينة رفح جنوبي قطاع غزة، وذلك خلال الرد الإسرائيلي على عملية طوفان الأقصى.

## وصلات خارجيَّة
- منشورات بواسطة ناصر أبو النور على ريسيرش غيت